# Anyphops lignicola
Anyphops lignicola är en spindelart som först beskrevs av Lawrence 1937.  Anyphops lignicola ingår i släktet Anyphops och familjen Selenopidae. Inga underarter finns listade i Catalogue of Life.